# 木場駅
木場駅（きばえき）は、東京都江東区木場五丁目にある、東京地下鉄（東京メトロ）東西線の駅である。駅番号はT 13。

## 歴史
- 1967年（昭和42年）9月14日：開業。
- 2004年（平成16年）4月1日：帝都高速度交通営団（営団地下鉄）民営化に伴い、当駅は東京地下鉄（東京メトロ）に継承される[2]。
- 2007年（平成19年）3月18日：ICカード「PASMO」の利用が可能となる[3]。
- 2015年（平成27年）6月4日：発車メロディを導入[4]。

## 駅構造
島式ホーム1面2線を有する地下駅である。東西線で最深となる地下約22.4 mにホームがある。
当駅を含む門前仲町駅終端 - 東陽町駅始端間の1,770.06 mの区間は、軟弱地盤地帯であったことから、営団地下鉄で初めての全円断面の単線シールド工法によって建設が進められ、当駅の両端に設けたシールドマシンの発進基地をそのまま駅施設及び昇降施設として流用した。そのため、円形シールドトンネルの中に各線のホームがあり、ホームの両端に改札階へと結ぶ階段・エスカレーターやコンコースを設けた構造で、それ以外の場所ではホーム間の行き来はできない。シールドトンネルの中にホームを設けたことから、ホーム幅も片側3 m程と狭い。
シールドマシンは当駅両端部から門前仲町駅、東陽町駅に向けて各2機（A線トンネル・B線トンネル用）、当駅の掘削用に1機が使用されたもので、当時の掘削は機械ではなく作業員が人力で掘り進む手掘り式シールドであった。
ホームの壁面は、当初は白い内装材であったが、1980年代初頭の1回目の補修の時に線路側がシールド躯体構造そのものに、ホーム側がプレハブの壁に取り換えられた。そして1998年末から1999年にかけての2回目の補修の時には線路側に白い横長のプレハブ型の壁が取り付けられ、ホーム側に白と灰色のタイルが貼り付けられた。壁の階段付近には、黒色で木場の角乗のイラストと「KIBA」の文字が施されている。
舟木橋方面出入口には、2005年に地上 - 地下1階間の、2008年1月には地下1階 - ホーム階間のエレベーターが設置された。このうちホーム階と連絡するものは、地下1階側出入口に自動改札機が設置されている。
東京メトロの多くの駅のホームには2011年頃まで冷水機が設置されていたが、当駅は現在も改札口付近に設置されている。

### のりば
| 番線 | 路線   | 行先                           |
| ---- | ------ | ------------------------------ |
| 1    | 東西線 | 西船橋・津田沼・東葉勝田台方面 |
| 2    | 東西線 | 中野・三鷹方面                 |

（出典：東京メトロ:構内図）

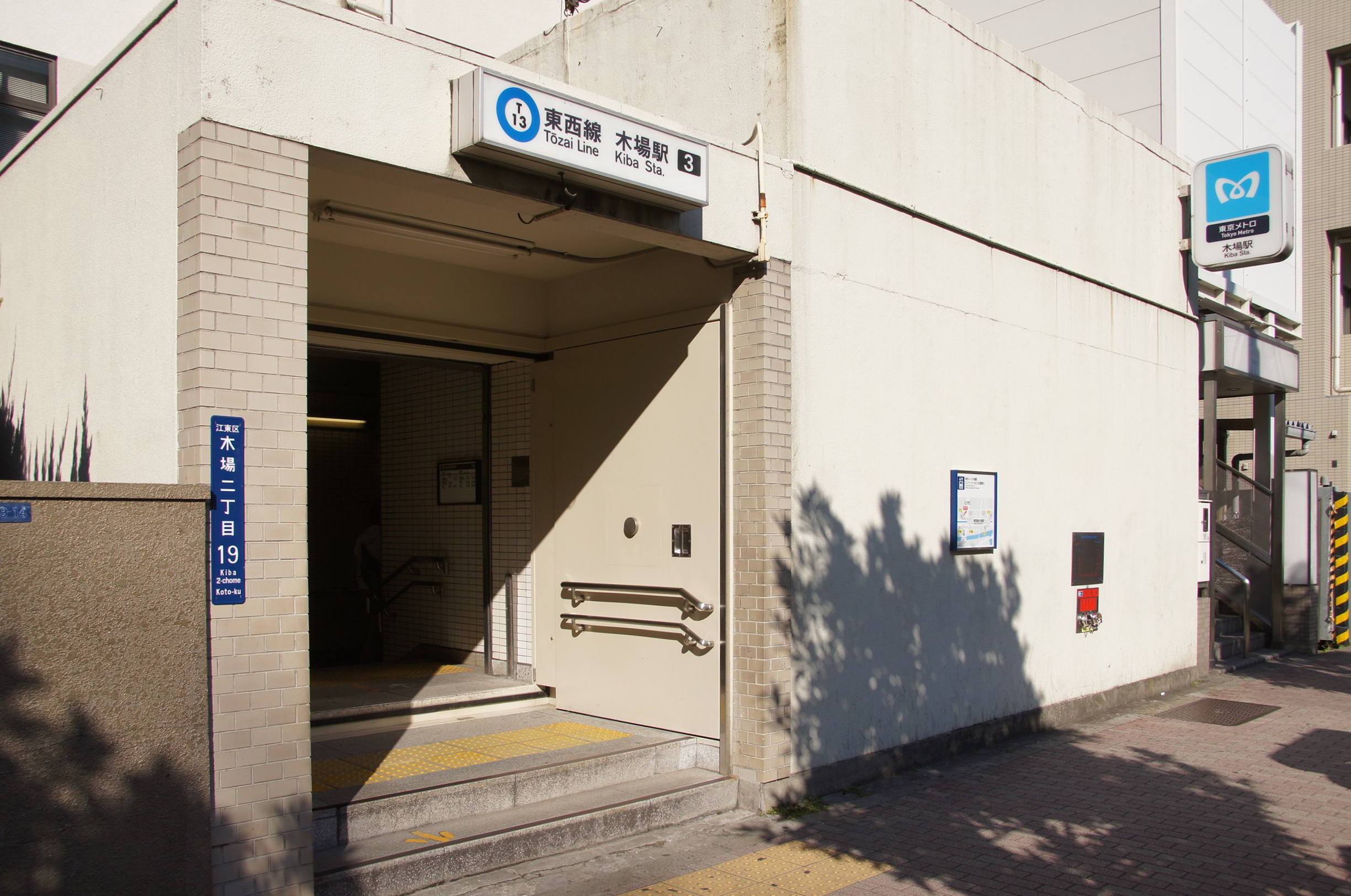
3番出入口（2012年10月）
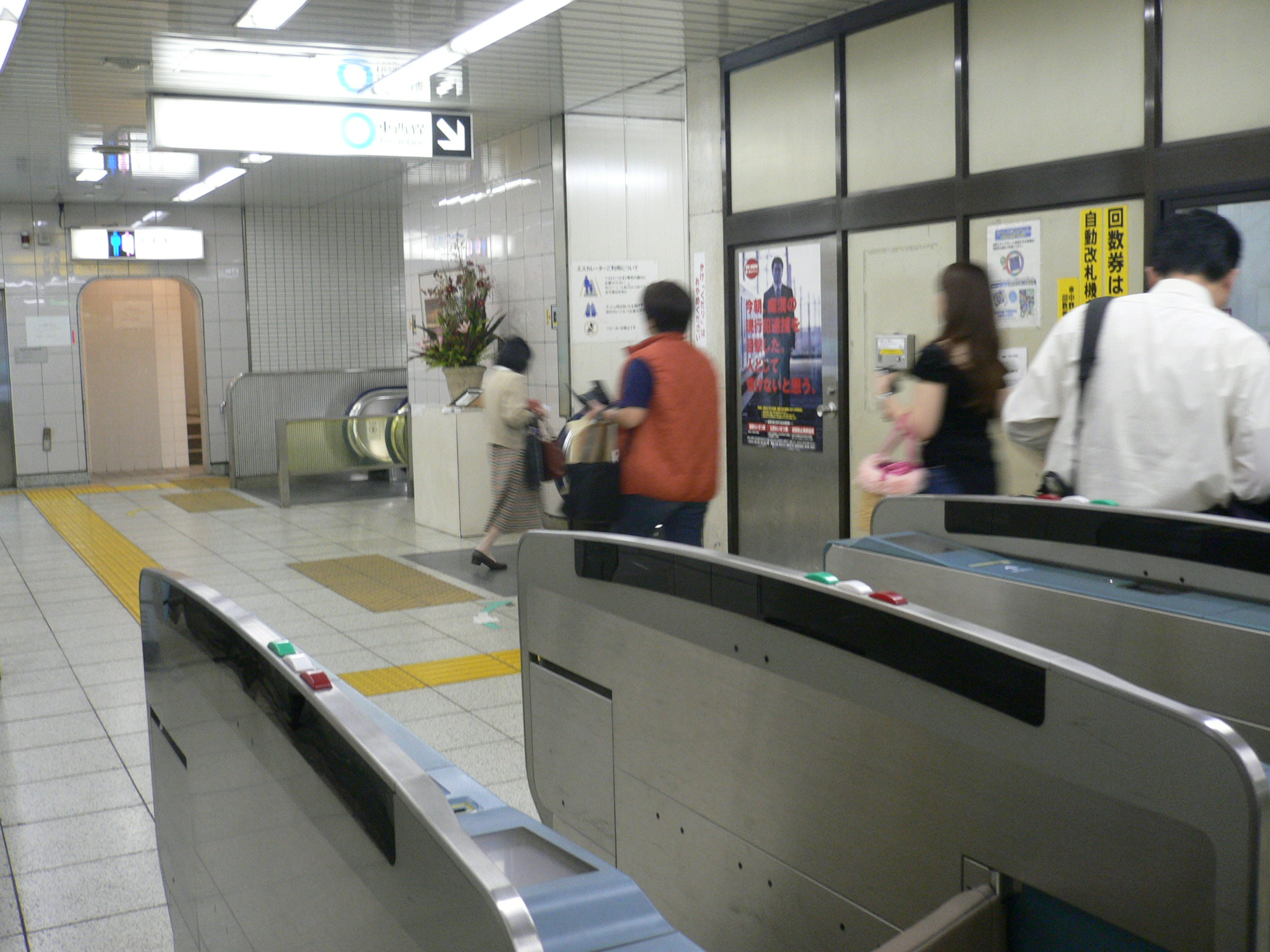
舟木橋方面改札口（2005年10月）
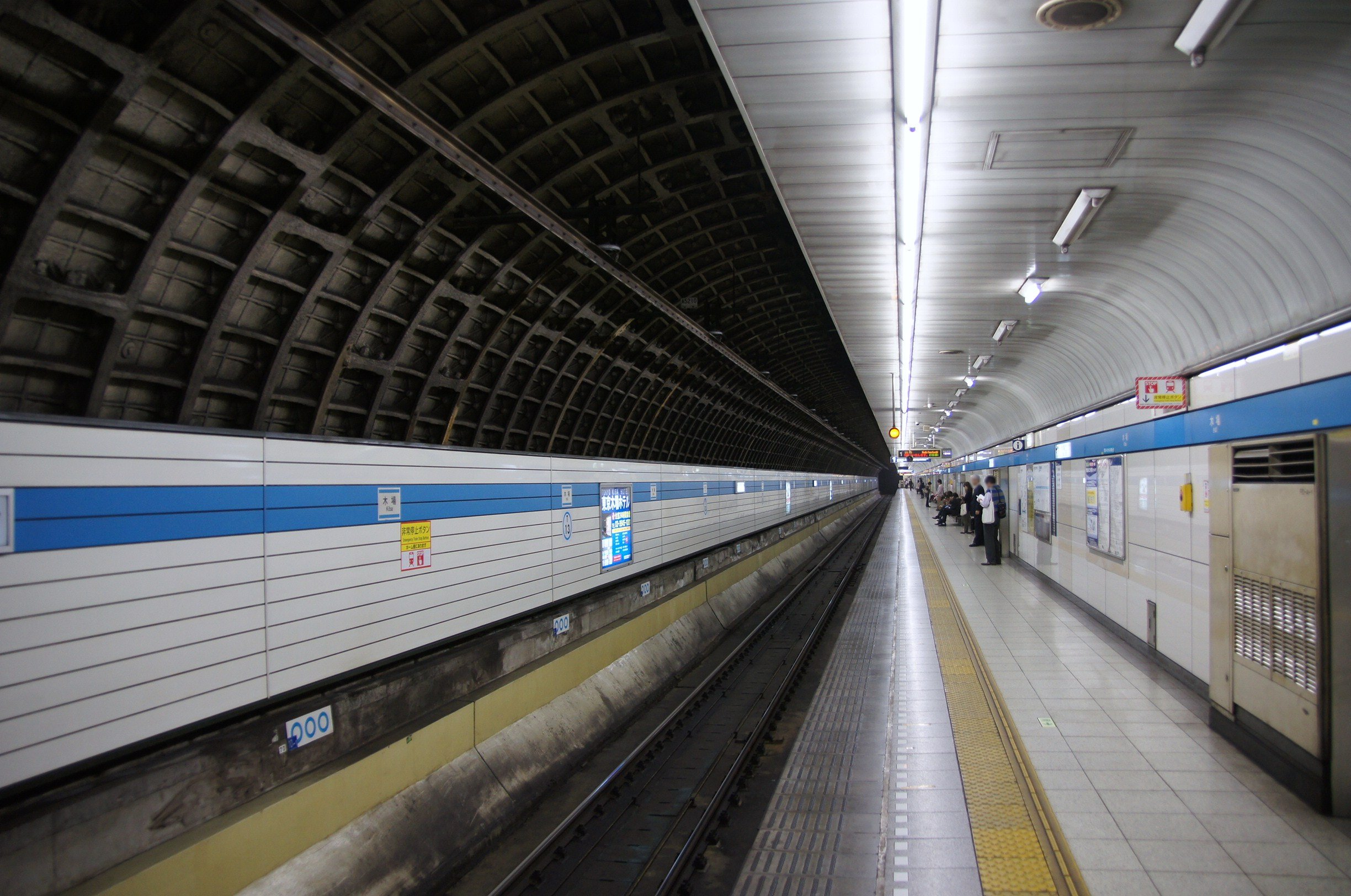
ホーム（2012年10月）

### 発車メロディ
2015年6月4日から向谷実作曲の発車メロディ（発車サイン音）を使用している。
曲は1番線が「A Day in the METRO」、2番線が「Beyond the Metropolis」である（詳細は東京メトロ東西線#発車メロディを参照）。

### 大規模改良工事
前述の特殊な駅構造によるホームの滞留スペースの少なさや近年の乗降客の増加により、ホーム階と改札階が非常に混雑し、朝ラッシュ時間帯は安全面に問題があった。そのため、東京メトロでは「東京メトロプラン2015 〜さらなる安心・成長・挑戦〜」 において、当駅の改良計画を発表した。
この工事では、中野寄りの約70 mにおいて既存のトンネルの外側に地下連続壁を構築し、既存のトンネルの下も含めて地盤の改良を行った上で、シールドトンネルの解体を行い、ホーム幅を約3 mから約12 mに拡張するという大掛かりな工事である。併せて、ホームの中央部にエスカレーターとエレベーターが増設される。
列車の運行を続けながら既設のシールドトンネルを解体して新たな空間を生み出す工事は世界初となる。
2025年（令和7年）度の完了を目指して工事が進められていたものの、26 m掘削する予定の3.5 m分の掘削が終わったところで、新型コロナウイルス感染症（COVID-19）流行による輸送人員の減少により、2022年（令和4年）に工事の一時休止および再度埋め戻しが決定した。

## 利用状況
2024年度の1日平均乗降人員は72,289人であり、東京メトロ全130駅中57位。商業施設のオープンなどにより乗降人員は増加傾向にある。
近年の1日平均乗降・乗車人員推移は下表の通り。
| 年度               | 1日平均 乗降人員 | 1日平均 乗車人員 | 出典     |
| ------------------ | ---------------- | ---------------- | -------- |
| 1990年（平成02年） |                  | 25,279           | [ * 1 ]  |
| 1991年（平成03年） |                  | 26,951           | [ * 2 ]  |
| 1992年（平成04年） |                  | 28,033           | [ * 3 ]  |
| 1993年（平成05年） |                  | 28,499           | [ * 4 ]  |
| 1994年（平成06年） |                  | 28,049           | [ * 5 ]  |
| 1995年（平成07年） |                  | 28,423           | [ * 6 ]  |
| 1996年（平成08年） |                  | 28,740           | [ * 7 ]  |
| 1997年（平成09年） |                  | 28,764           | [ * 8 ]  |
| 1998年（平成10年） |                  | 28,230           | [ * 9 ]  |
| 1999年（平成11年） |                  | 26,519           | [ * 10 ] |
| 2000年（平成12年） |                  | 27,408           | [ * 11 ] |
| 2001年（平成13年） |                  | 28,170           | [ * 12 ] |
| 2002年（平成14年） | 57,954           | 29,019           | [ * 13 ] |
| 2003年（平成15年） | 61,704           | 30,776           | [ * 14 ] |
| 2004年（平成16年） | 63,945           | 31,679           | [ * 15 ] |
| 2005年（平成17年） | 62,664           | 30,984           | [ * 16 ] |
| 2006年（平成18年） | 63,842           | 31,704           | [ * 17 ] |
| 2007年（平成19年） | 69,830           | 34,689           | [ * 18 ] |
| 2008年（平成20年） | 70,428           | 35,068           | [ * 19 ] |
| 2009年（平成21年） | 68,841           | 34,279           | [ * 20 ] |
| 2010年（平成22年） | 72,384           | 35,958           | [ * 21 ] |
| 2011年（平成23年） | 72,956           | 36,435           | [ * 22 ] |
| 2012年（平成24年） | 74,353           | 36,841           | [ * 23 ] |
| 2013年（平成25年） | 74,904           | 37,189           | [ * 24 ] |
| 2014年（平成26年） | 75,149           | 37,263           | [ * 25 ] |
| 2015年（平成27年） | 76,130           | 37,762           | [ * 26 ] |
| 2016年（平成28年） | 76,264           | 37,827           | [ * 27 ] |
| 2017年（平成29年） | 77,101           | 38,225           | [ * 28 ] |
| 2018年（平成30年） | 78,116           | 38,721           | [ * 29 ] |
| 2019年（令和元年） | 77,866           | 38,612           | [ * 30 ] |
| 2020年（令和02年） | 60,003           |                  |          |
| 2021年（令和03年） | 60,085           |                  |          |
| 2022年（令和04年） | 64,776           |                  |          |
| 2023年（令和05年） | 69,105           |                  |          |
| 2024年（令和06年） | 72,289           |                  |          |

## 駅周辺
同じ江東区にある新木場駅は当駅とは関係なく、徒歩圏内ではない（4 km）。新木場駅は埋立地に立地するが、新木場が埋め立てられる前は当駅の周辺に貯木場があった。駅名はその地名に由来している（詳細は地名の木場および新木場を参照）。その名残りとして、駅の近くにある木場公園で時折行われている木場の角乗がある。
- 江東区東陽区民館
- 警視庁 深川警察署
- 東京消防庁 深川消防署
- 木場公共職業安定所（ハローワーク）
- 江東区立深川第八中学校
- 東京保健医療専門職大学
- 木場病院
- 木場公園
  - 東京都現代美術館
  - 東京都交通局 木場車両検修場（地下）
- 江東木場郵便局
- 江東洲崎橋郵便局
- 商工組合中央金庫 深川支店
- 深川ギャザリア
  - イトーヨーカドー 木場店
  - 109シネマズ木場
  - ヒマラヤスポーツアベニュー 木場店
  - 野村総合研究所 木場総合センター
  - りそなホールディングス 本社
- アパホテル〈東京木場〉（旧・ホテル東陽）
- デイナイスホテル東京
- 東横INN東西線木場駅
- フジゴルフセンター
- フジクラ 本社
- フジクラ東京R&Dセンター（研究施設）
- JTB-CWT（JTB BTSセンター）
- 大丸松坂屋百貨店 本社
- 木場五丁目交差点 - 永代通りと三ツ目通りが交差する。
- 首都高速9号深川線 木場出入口
- 洲崎神社

### バス路線
三ツ目通りと永代通りの交差点に分散して都営バスの「木場駅前」停留所が設置されている。ただし、江東区コミュニティバス「しおかぜ」は木場二丁目停留所を利用することとなる。
- 1番乗り場
  - 業10：とうきょうスカイツリー駅前行
  - 門21：門前仲町行
- 2番乗り場
  - 業10：新橋行
  - 業10出入：深川車庫前行
- 3番乗り場
  - 木11甲：新木場駅前（循環）
  - 門21：東大島駅前行
- 4番乗り場
  - 都07：門前仲町行
  - 東22：東京駅丸の内北口行
- 5番乗り場
  - 都07・東22：錦糸町駅前行

## 隣の駅
東京地下鉄（東京メトロ）
 東西線（東陽町以西は全列車が各駅に停車）
門前仲町駅 (T 12) - 木場駅 (T 13) - 東陽町駅 (T 14)